# Nepeta roopiana
Nepeta roopiana là một loài thực vật có hoa trong họ Hoa môi. Loài này được Bordz. mô tả khoa học đầu tiên năm 1915.